# Paropomala virgata
Paropomala virgata är en insektsart som beskrevs av Scudder, S.H. 1899. Paropomala virgata ingår i släktet Paropomala och familjen gräshoppor. Inga underarter finns listade i Catalogue of Life.